# Iglika Christova

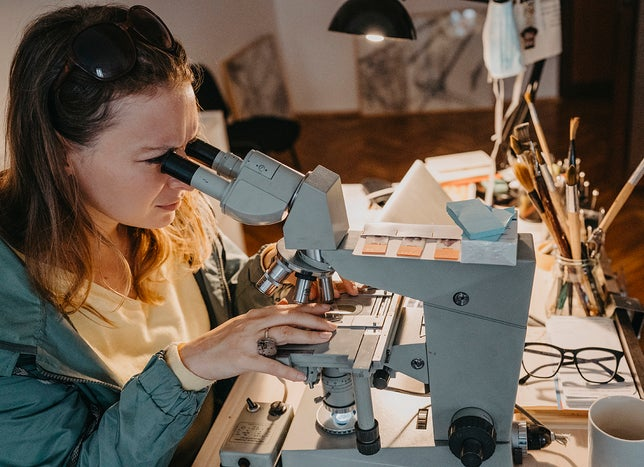

Iglika Christova née en 1979 à Sofia est une plasticienne franco-bulgare.

## Biographie
Iglika Christova suit une formation à l’école des Beaux-Arts de Sofia. Elle poursuit ses études à l’Université Panthéon-Sorbonne. Elle crée un dialogue entre dessin et monde vivant vu à travers le microscope. Son travail s'inscrit dans une recherche plastique et théorique entre l’art et la science.
En 2016, Iglika Christova lance un programme de recherche-action au sein de l'Université Panthéon-Sorbonne. Il s'agit de croiser des artistes avec le monde de la recherche afin de concevoir et diffuser des projets transversaux.
En 2018, pour l'exposition Un coup de gènes jamais n’abolira le hasard, Iglika Christova travaille avec la biologiste Paula Fontanilla. Elle crée un dialogue entre dessin et biologie afin d’interroger notre notre relation au vivant, notamment à la technique de transgénèse végétale et notre consommation d’OGM.
En 2019, elle soutient la thèse Dessin élargi et microcosme : une pollinisation réciproque à l'université Panthéon-Sorbonne au département Art plastique, esthétique et sciences de l'art. Cette thèse est publiée en 2021.
En 2019, elle explore les arbres avec la collaboration de la physiologiste Claire Damesin. Ce travail crée un dialogue entre le dessin et les observations au microscope de plusieurs espèces d’arbres.

## Expositions
- H2O Dévoilement de l’intimité cellulaire d’une goutte d’eau, Paris, 2017
- Un coup de gènes jamais n’abolira le hasard, 2018
- A l’intérieur de l’arbre, Sofia, 2019

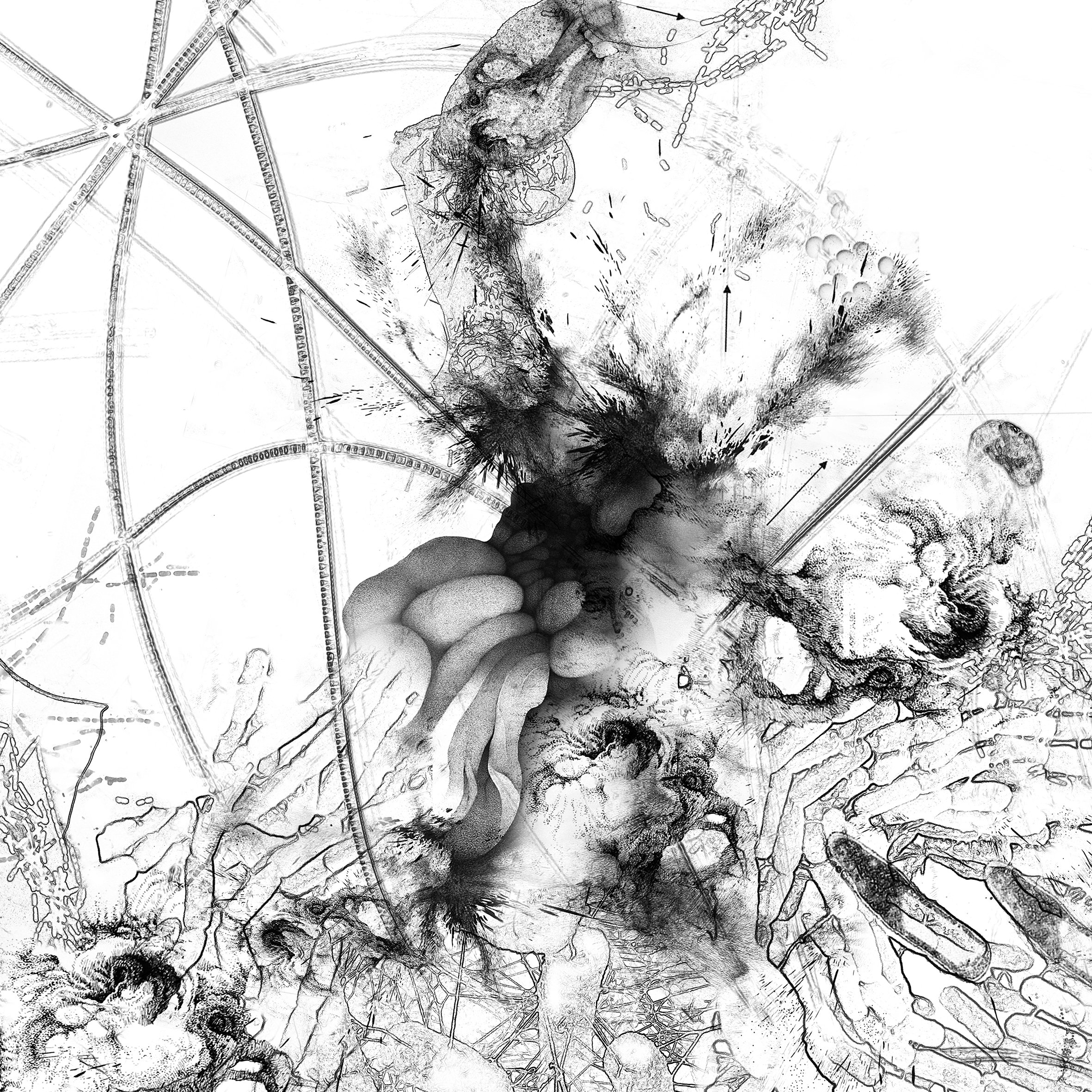
Bacillus (Bt) n° 6, 2017, dessin, 80 × 80 cm.
Machine pour dessin vivant à micro-organismes, 2019, structure en bois, culture de masse de micro-algues dans un récipient en verre, lampe, images de microscopie imprimées sur plaques de verre, 90 × 120 60cm.